# Flammoconcha cumberi
Flammoconcha cumberi är en snäckart som först beskrevs av Powell 1941.  Flammoconcha cumberi ingår i släktet Flammoconcha och familjen Charopidae. Inga underarter finns listade i Catalogue of Life.